# Walid El Karti
Walid El Karti, né le 23 juillet 1994 à Khouribga au Maroc, est un footballeur international marocain évoluant au poste de milieu relayer au Pyramids FC.

## Biographie

### Club
Walid El Karti né à Khouribga commence sa carrière professionnelle à l'Olympique de Khouribga, son club formateur. Il joue avec les équipes de jeunes, ne participant qu'à deux matchs avec l'équipe première. 
En 2013, il rejoint le club du Wydad de Casablanca et réussit à avoir sa place titulaire. En 2015, il remporta le championnat et réussit à participer à la Ligue des champions de la CAF 2016. En 2017, il marque le but décisif en finale (match retour) et remporte avec le Wydad la ligue des champions africaine.

### Sélection
Depuis 2012, El Karti fut convoqué par Hassan Benabicha, il est aussi un des joueurs principaux dans la formation de l'équipe marocaine des moins de 20 ans et de l'équipe olympique et a gagné avec eux plusieurs titres personnels et collectifs.
Il participe au championnat d'Afrique des nations 2014 avec l'équipe du Maroc des locaux, jouant deux matchs un d'entre eux contre le Zimbabwe. El Karti réalise de belles prestations lors de la participation de l'équipe olympique marocain au Tournoi de Toulon 2015, le Maroc est finaliste après avoir perdu contre la France 3 - 1. Il a été élu meilleur joueur au Tournoi de Toulon.
À l'arrivée de Hervé Renard à la tête de la sélection marocaine, ce dernier assiste à un match du Wydad de Casablanca contre les FAR de Rabat. Walid a marqué le but de la victoire et a délivré une belle prestation sous les yeux de Renard, ce dernier décide donc de le mettre dans la pré-liste des 34 joueurs en vue de la double confrontation contre le Cap Vert.
Le 22 novembre 2021, il figure parmi les 23 sélectionnés de Houcine Ammouta pour prendre part à la Coupe arabe de la FIFA 2021. Le 1er décembre 2021, il dispute son premier match de la compétition avec le Maroc A' face à la Palestine (victoire, 4-0). Il délivre une passe décisive sur le troisième but inscrit par Abdelilah Hafidi.

## Statistiques

### En club
| Saison                | Club                  | Championnat           | Championnat | Championnat | Championnat | Coupe(s) nationale(s) | Coupe(s) nationale(s) | Coupe(s) nationale(s) | Compétition(s) continentale(s) | Compétition(s) continentale(s) | Compétition(s) continentale(s) | Compétition(s) continentale(s) | Maroc | Maroc | Maroc | Total | Total | Total |
| Saison                | Club                  | Division              | M.          | B.          | P.d.        | M.                    | B.                    | P.d.                  | Comp.                          | M.                             | B.                             | P.d.                           | M.    | B.    | P.d.  | M.    | B.    | P.d.  |
| 2011-2012             | OC Khourigba          | Botola                | 2           | 0           | 0           | 0                     | 0                     | 0                     | -                              | -                              | -                              | -                              | 0     | 0     | 0     | 2     | 0     | 0     |
| 2012-2013             | OC Khourigba          | Botola                | 0           | 0           | 0           | 0                     | 0                     | 0                     | -                              | -                              | -                              | -                              | 0     | 0     | 0     | 0     | 0     | 0     |
| Sous-total            | Sous-total            | Sous-total            | 2           | 0           | 0           | 0                     | 0                     | 0                     | -                              | 0                              | 0                              | 0                              | 0     | 0     | 0     | 2     | 0     | 0     |
| 2013-2014             | WAC                   | Botola                | 24          | 1           | 1           | 0                     | 0                     | 0                     | -                              | -                              | -                              | -                              | 0     | 0     | 0     | 24    | 1     | 1     |
| 2014-2015             | WAC                   | Botola                | 22          | 2           | 6           | 0                     | 0                     | 0                     | -                              | -                              | -                              | -                              | 0     | 0     | 0     | 22    | 2     | 6     |
| 2015-2016             | WAC                   | Botola                | 25          | 2           | 2           | 2                     | 0                     | 0                     | C1                             | 9                              | 1                              | 0                              | 0     | 0     | 0     | 36    | 3     | 2     |
| 2016-2017             | WAC                   | Botola                | 22          | 0           | 3           | 2                     | 0                     | 0                     | C1+CMC                         | 14+2                           | 1+0                            | 0+0                            | 0     | 0     | 0     | 40    | 1     | 3     |
| 2017-2018             | WAC                   | Botola                | 23          | 1           | 1           | 4                     | 0                     | 0                     | C1+SU                          | 13+1                           | 2+0                            | 3+0                            | 0     | 0     | 0     | 41    | 3     | 4     |
| 2018-2019             | WAC                   | Botola                | 27          | 5           | 3           | 1                     | 0                     | 0                     | C1                             | 19                             | 3                              | 2                              | 0     | 0     | 0     | 47    | 8     | 5     |
| 2019-2020             | WAC                   | Botola                | 28          | 0           | 5           | 0                     | 0                     | 0                     | C1                             | 12                             | 1                              | 0                              | 1     | 1     | 0     | 41    | 2     | 5     |
| 2020-2021             | WAC                   | Botola                | 26          | 3           | 2           | 3                     | 2                     | 2                     | C1                             | 11                             | 2                              | 2                              | 0     | 0     | 0     | 40    | 7     | 6     |
| Sous-total            | Sous-total            | Sous-total            | 197         | 14          | 23          | 12                    | 2                     | 2                     | -                              | 81                             | 10                             | 7                              | 1     | 1     | 0     | 291   | 27    | 32    |
| Total sur la carrière | Total sur la carrière | Total sur la carrière | 199         | 14          | 23          | 12                    | 2                     | 2                     | -                              | 81                             | 10                             | 7                              | 1     | 1     | 0     | 293   | 27    | 32    |

## Palmarès

### En club
Wydad AC 
- Championnat du Maroc (5) :
  - Champion : 2015, 2017, 2019, 2021  et 2022
  - Vice-champion : 2016, 2018 et 2020
- Ligue des champions de la CAF (1) :
  - Vainqueur : 2017
  - Finaliste : 2019
- SuperCoupe de la CAF (1) :
  - Vainqueur : 2018

  Pyramids FC 
- Coupe d'Égypte (1) :
  - Vainqueur :  2024
  - Finaliste : 2022
- Supercoupe d'Égypte : 
  - Finaliste : 2023
- Ligue des champions de la CAF (1) :
  - Vainqueur : 2025

### En sélection nationale
Équipe du Maroc A'
- Championnat d'Afrique des nations de football (2)
  - Champion : 2018 et 2020

 Équipe du Maroc junior :
- Jeux méditerranéens
  -  Médaille d'or en 2013
- Jeux de la Francophonie
  -  Finaliste en 2013
- Jeux de la solidarité islamique
  -  Médaille d'or en 2013
- Tournoi de Toulon 
  - Finaliste : 2015

### Distinction personnelle
- Meilleur joueur du Tournoi de Toulon 2015
- Meilleur joueur de Wydad AC de la saison 2018-19